# Кандерн
Кандерн (нем. Kandern) — город в Германии, в земле Баден-Вюртемберг. 
Подчинён административному округу Фрайбург. Входит в состав района Лёррах.  Население составляет 8103 человека (на 31 декабря 2010 года). Занимает площадь 62,27 км². Официальный код  —  08 3 36 045.
Город подразделяется на 6 городских районов.

## Фотографии

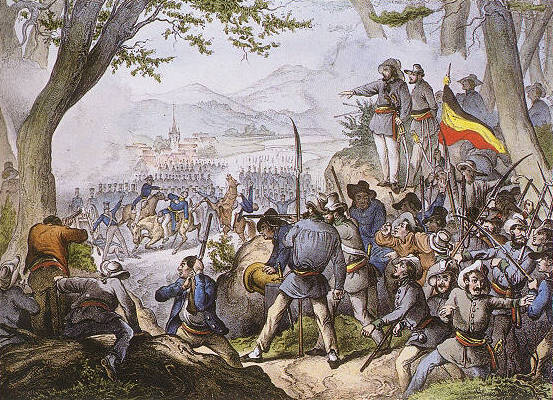
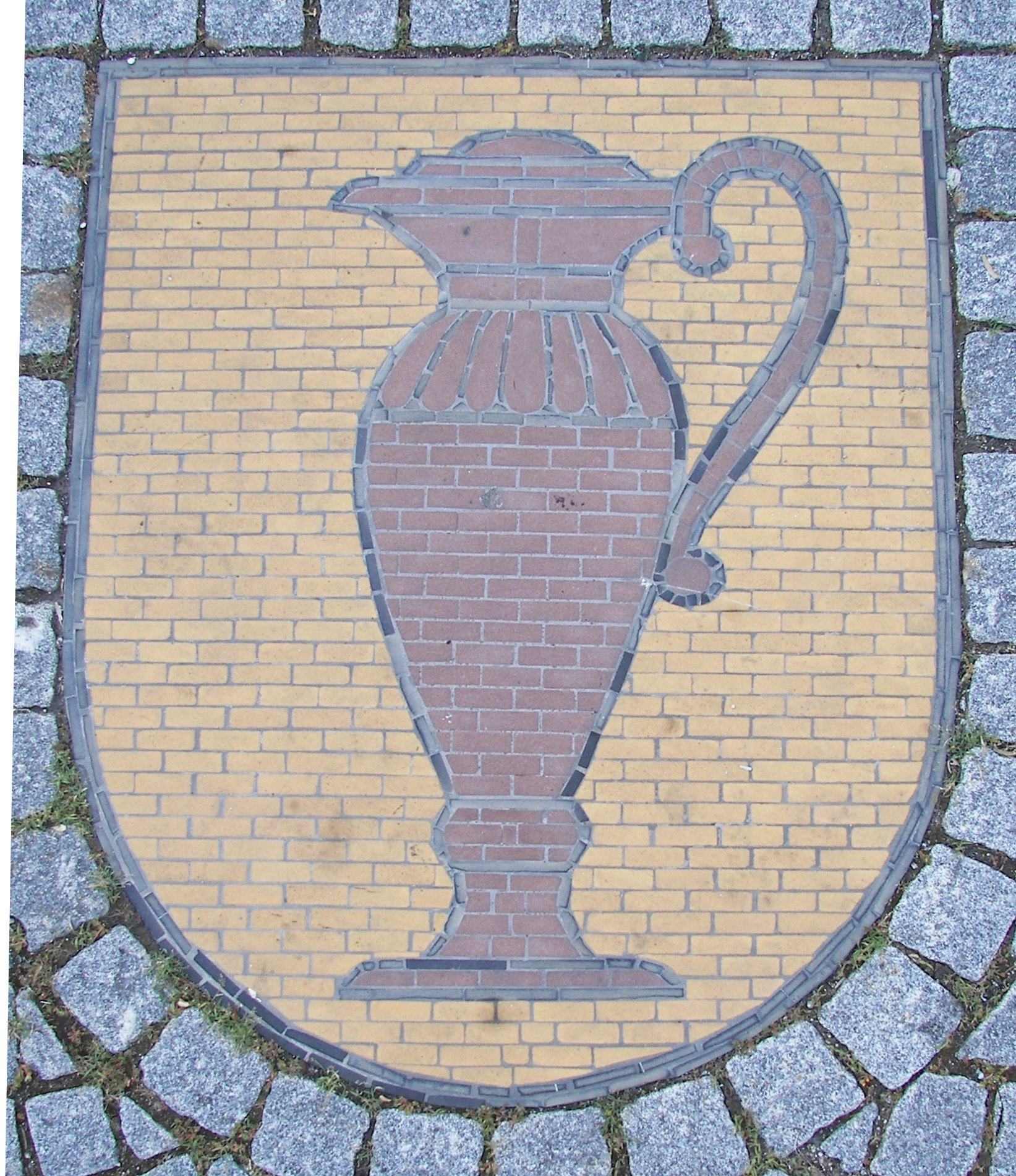
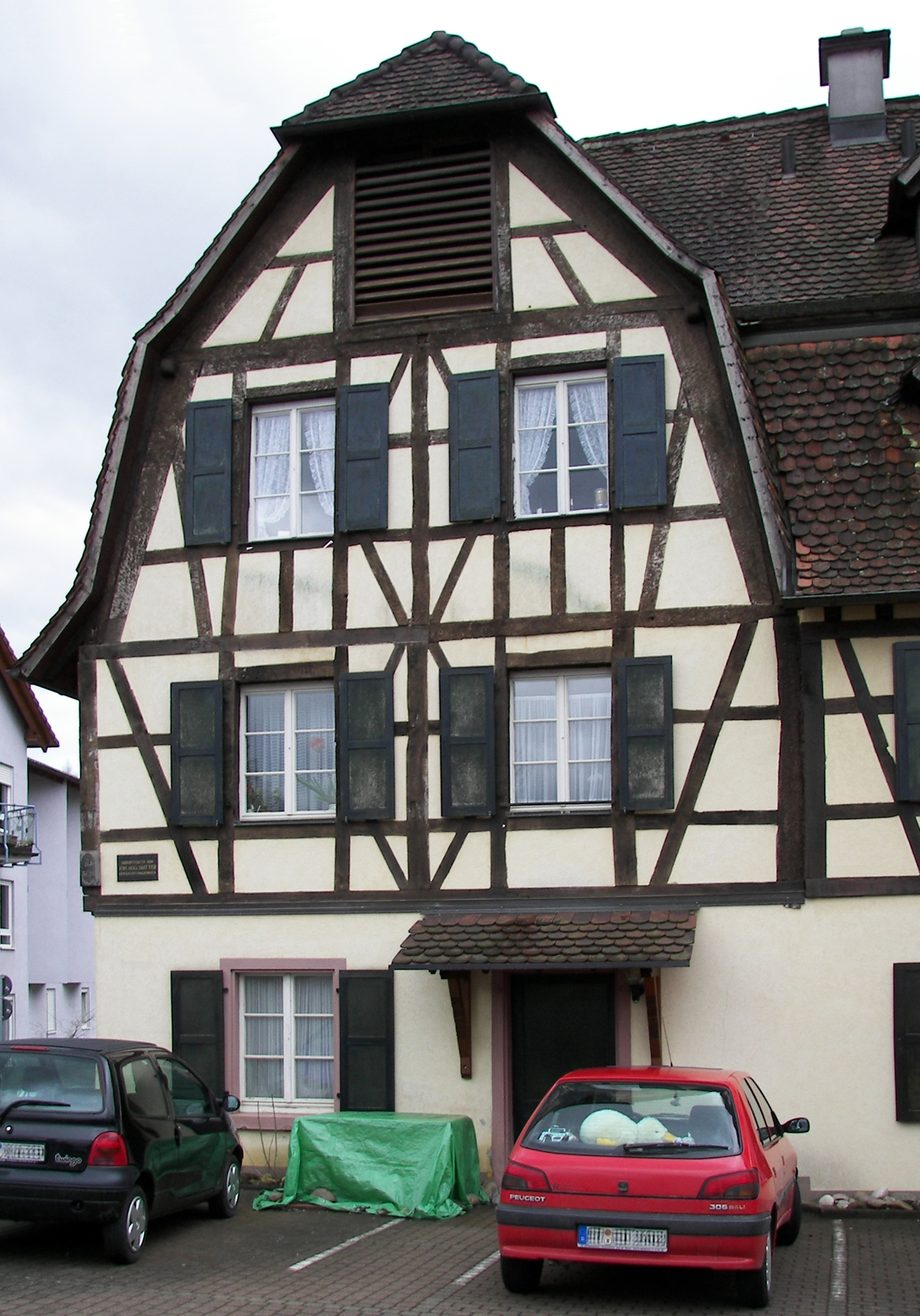
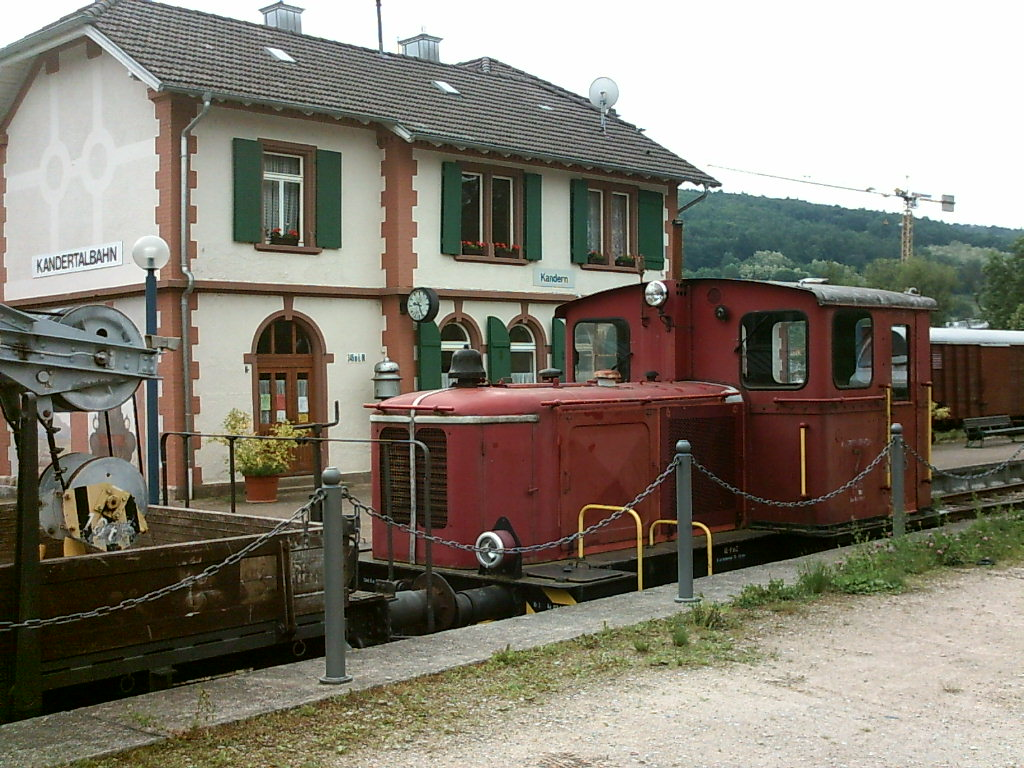
Вокзал